# Kölner Lichter

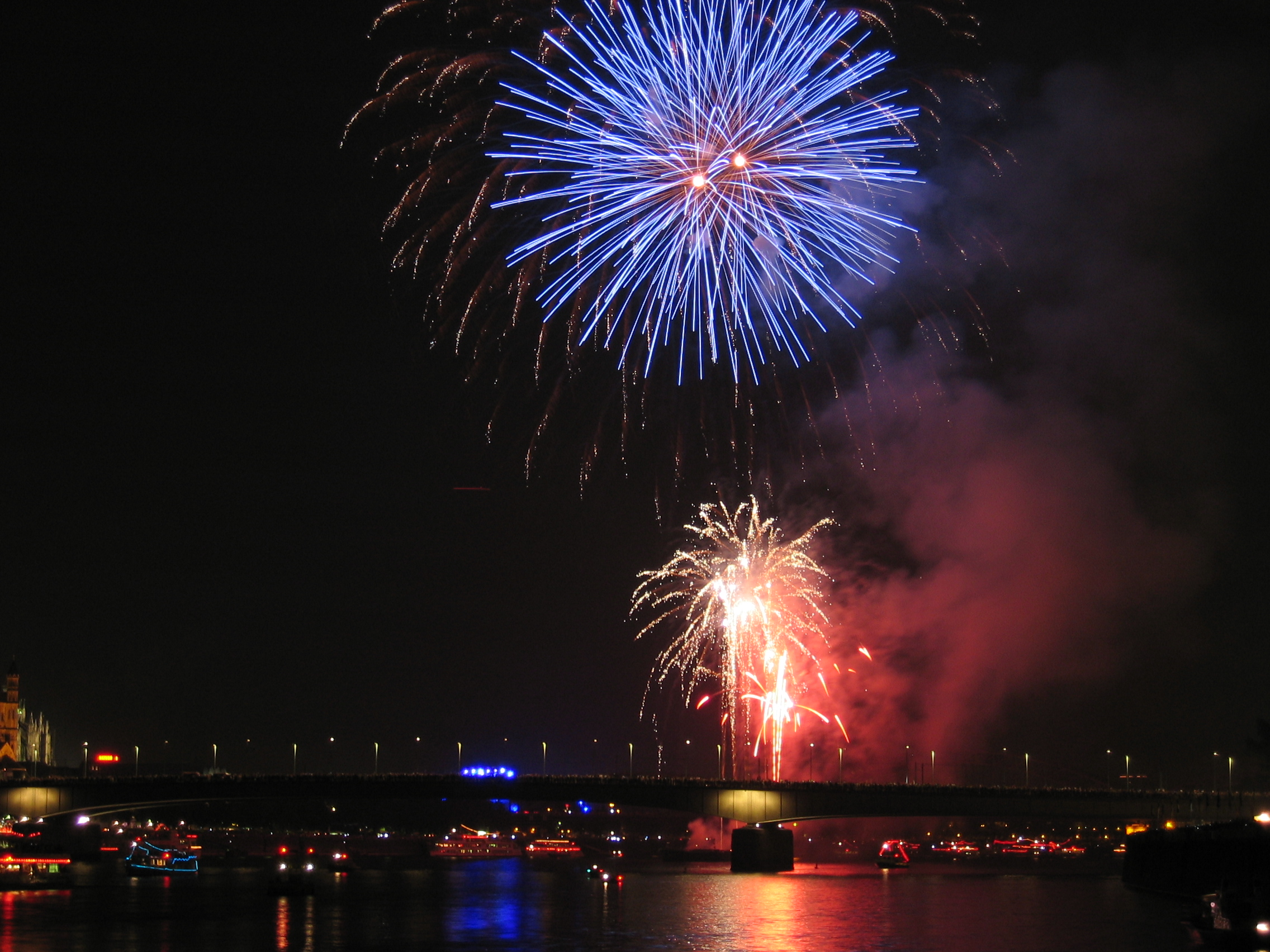
Deutzer Brücke mit Feuerwerk

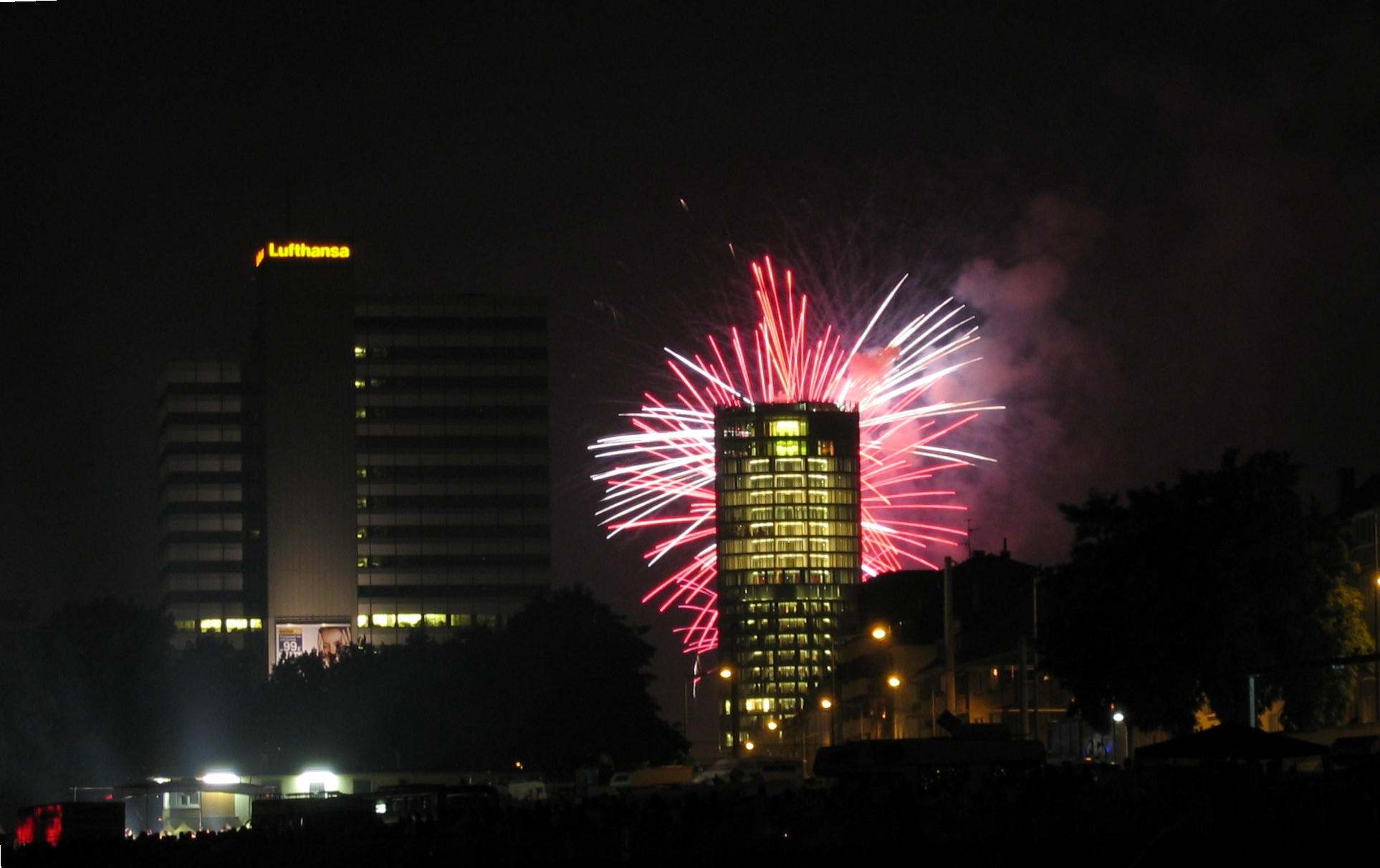
Kölntriangle mit Feuerwerk

Die Kölner Lichter waren eine zwischen 2001 und 2019 jährlich im Sommer stattfindende Musik- und Feuerwerksveranstaltung in Köln, ähnlich dem Rhein in Flammen. Die Fortführung der Veranstaltung ist für August 2025 geplant. Sie ist das größte musiksynchrone Feuerwerk Europas. 

## Beschreibung
Veranstalter ist die Leverkusener Werner Nolden GmbH. Die Idee zu einem Feuerwerk auf dem Rhein stammt vom Anfang des 19. Jahrhunderts. Am 12. August 1817 berichtete die Kölnische Zeitung über die Illumination Kölns: „Das Fest begann mit einem wohlberechneten geschmackvollen Feuerwerk, welches auf der Mitte des Rheins auf einem Schiffe abgebrannt wurde.“
Das nachmittags unter freiem Himmel beginnende Rahmenprogramm mit freiem Eintritt bot auf mehreren Bühnen Musik verschiedener Stile. Den namengebenden Höhepunkt bildeten abends mehrere Großfeuerwerke, die entlang des Rheins abgebrannt wurden. Sie verteilten sich von der Rodenkirchener Brücke bis zur Mülheimer Brücke. Über 60 Passagierschiffe fuhren im Konvoi an den Feuerwerken vorbei.
Das Hauptfeuerwerk wurde von der Firma WECO Pyrotechnische Fabrik auf zwei großen Pontonschiffen abgebrannt. Das Feuerwerksschiff (Colombia I+II) war 192 m lang. Nach Sperrung des Rheins für Frachtschiffe fuhr dieses in den Bereich zwischen Zoobrücke und Hohenzollernbrücke. Der gesamte Rheinabschnitt wurde dabei von beiden Ufern sowie den Passagierschiffen mit Musik beschallt. Das Schiff blieb in der Mitte des Rheins stehen, um 23:30 Uhr begann das halbstündige große Hauptfeuerwerk. Das Besondere war die Synchronität zur Musik, Takt und Stimmung. Die Feuerwerksmusik wurde auch vom lokalen Rundfunksender Radio Köln übertragen. Ab 2005 übertrug der WDR die Veranstaltung live im Fernsehen.
2016 wurden insgesamt 4,7 Tonnen Feuerwerk für das Hauptfeuerwerk in die Luft geschossen sowie weitere 1,3 Tonnen für kleinere Begleitfeuerwerke. Die Kosten beliefen sich 2009 auf rund 1,2 Millionen Euro. Die reinen Kosten des Feuerwerks soll dabei laut Veranstalter nur einen Bruchteil der Kosten ausmachen.
Die Kölner Lichter fanden jährlich im Juli statt. Die bisher letzte Veranstaltung war am 13. Juli 2019 und fand unter dem Motto „Über Grenzen hinweg! Offenbach & Friends“ statt. 2020 wurden die Kölner Lichter infolge der COVID-19-Pandemie abgesagt. Am geplanten Termin, den 18. Juli 2020, bestand ein Verbot von Großveranstaltungen. An einem möglichen Nachholtermin im September 2020 hätten nicht alle Schiffe zur Verfügung gestanden. Ebenso kam es 2021 infolge der Pandemie zu einer Absage, da noch nicht absehbar war, wann derartige Großveranstaltungen wieder „ohne besondere Einschränkung“ durchführbar seien.
Auch 2022 wurden die Kölner Lichter abgesagt, nachdem im Januar 2022 die Finanzierung nicht gesichert war. Durch das zweimalige Verbot des Verkaufs von Feuerwerk an Silvester infolge der Pandemie waren „die Unternehmen der pyrotechnischen Branche“, welche bisher die Veranstaltung unterstützt hatten, „ins schwierige Fahrwasser geraten“. Zudem war zu diesem Zeitpunkt die pandemische Lage infolge des Auftretens der Omikron-Variante unsicher. Im Oktober 2022 wurde auch die Austragung für 2023 abgesagt. Die Preissteigerungen als Auswirkungen des Russischen Überfalls auf die Ukraine „machen eine seriöse Planung unmöglich und … das Risiko für [den Veranstalter] unkalkulierbar.“ Die Finanzierungslücke, die bei der Absage für 2022 300.000 Euro betrug, könne für 2023 nicht mehr beziffert werden. Mit derselben Begründung gab der Veranstalter bekannt, dass die Kölner Lichter auch 2024 nicht stattfinden werden. Die Fortführung der Veranstaltung ist für den 30. August 2025 geplant.

## Stadtachter
Seit 2005 wurde im Vorfeld des Feuerwerkes ab 21:15 Uhr vom Kölner RV 1877 die seit 1909 bestehende Ruderregatta Kölner Stadtachter ausgetragen. Daran nahmen alle Rudervereine aus Köln und den benachbarten Städten teil, unter ihnen auch Ruderer der Kölner RG 1891 und des RTK Germania Köln. Dank der über 500.000 Zuschauer am Rhein und der Fernsehübertragung mit rund 1,5 Millionen Zuschauern erreichte die Ruderregatta ein einzigartig hohes Publikumsspektrum.

## Mottos
| Datum           | Motto                                                |
| --------------- | ---------------------------------------------------- |
| 00. Juli 2001   | Kölner Lichter                                       |
| 13. Juli 2002   | Kölner Lichter                                       |
| 12. Juli 2003   | Kölner Lichter                                       |
| 10. Juli 2004   | Kölner Lichter                                       |
| 17. Juli 2005   | Radioday, moderiert von Ralph Günther                |
| 29. Juli 2006   | Cologne goes Musical                                 |
| 14. Juli 2007   | Colonia - Ab Urbe Condita                            |
| 12. Juli 2008   | Zeitreise                                            |
| 11. Juli 2009   | Cinema Colonia                                       |
| 17. Juli 2010   | Best of Kölner Lichter                               |
| 09. Juli 2011   | 11 Jahre Kölner Lichter - Ein kölsches Jubiläum      |
| 14. Juli 2012   | Freundschaften                                       |
| 13. Juli 2013   | Traumfänger                                          |
| 19. Juli 2014   | Kölner Lichter tanzbar! - die wilden 70er            |
| 11. Juli 2015   | Kölner Lichter - Total verliebt                      |
| 16. Juli 2016   | Kontraste - Der Feuerwerker öffnet die Werkzeugkiste |
| 23. Juli 2017   | Das Köln-Experiment                                  |
| 21. Juli 2018   | Paintings - die Feuermaler von Köln                  |
| 13. Juli 2019   | Über Grenzen hinweg! Offenbach & Friends             |
| 30. August 2025 | Phönix aus der Asche                                 |